# Margaret Mullett
Margaret Mullett – brytyjska historyk, bizantynolog.
Absolwentka Uniwersytetu w Birmingham. W latach 1974 była profesorem Queen's University w Belfaście. Następnie była dyrektorem studiów bizantyńskich w Dumbarton Oaks i redaktorem pisma Dumbarton Oaks Papers.  

## Wybrane publikacje
- (redakcja) Byzantium and the classical tradition, ed. M. Mullet, R. Scott, Birmingham 1981.
- Theophylact of Ochrid: Reading the Letters of a Byzantine Archbishop, London: Variorum 1997.
- (redakcja) Metaphrastes, or, gained in translation: essays and translations in honour of Robert H. Jordan, ed. M. Mullett, Belfast 2004.